# ديف تاتل
ديف تاتل (بالإنجليزية: Dave Tuttle)‏ هو مدرب كرة قدم ولاعب كرة قدم بريطاني في مركزي قلب الدفاع والدفاع، ولد في 6 فبراير 1972 في ريدنغ في المملكة المتحدة. لعب مع تشارلتون أثلتيك وتوتنهام هوتسبير وشيفيلد يونايتد وكريستال بالاس ونادي بارنسلي ونادي بيتربورو يونايتد ونادي ميلوول وويكمب وندررز.

## وصلات خارجية
- ديف تاتل على موقع قاعدة بيانات كرة القدم.إي يو (الإنجليزية)
- ديف تاتل على موقع Soccerbase.com (لاعب) (الإنجليزية)
- ديف تاتل على موقع Soccerbase.com (مدرب) (الإنجليزية)
- ديف تاتل على موقع عالم كرة القدم.نت (الإنجليزية)